# How Do You Know
How do you know (2010) —en español: «¿Cómo saber si es amor?» o «¿Cómo sabes si...?»— es una película dramática de comedia romántica dirigida y escrita por James L. Brooks. Estelarizan Reese Witherspoon, Paul Rudd, Owen Wilson y Jack Nicholson.
La película fue rodada en Filadelfia y Washington D. C. Fue estrenada el 17 de diciembre de 2010. Esta marca la tercera película donde comparten créditos Witherspoon y Rudd después de Monsters vs Aliens del 2009 y Overnight Delivery de 1998.
La película sufrió enormes pérdidas en la taquilla mundial, recaudando solo el 40 por ciento de su presupuesto que fue de 120 millones de dólares.

## Sinopsis
Lisa (Reese Witherspoon), jugadora estrella de softbol, ha sido dada de baja de la selección nacional; George (Paul Rudd), académico hombre de negocios, acaba de ser expulsado de la compañía de su padre. Cuando todo lo que conocen les es quitado, Lisa y George intentarán encontrar un romance. Sus actuales relaciones no marchan bien y, tras ser presentados por amigos en común, Lisa y George intentarán formar una amistad, que los ayude a salir de las pilas de limones que la vida les ha dado.

## Reparto
- Reese Witherspoon como Lisa Jorgenson.
- Owen Wilson como Matty Reynolds.
- Paul Rudd como George Madison.
- Jack Nicholson como Charles Madison.
- Kathryn Hahn como Annie.
- Mark Linn-Baker como Ron.
- Lenny Venito como Al.
- Molly Price como entrenadora Sally.
- Ron McLarty como el abogado de George.
- Shelley Conn como Terry.
- Domenick Lombardozzi como Bullpen Pitcher.
- John Tormey como el portero.
- Dean Norris como Tom.
- Yuki Matsuzaki como Tori.
- Andrew Wilson como el compañero de equipo de Matty.
- Tony Shalhoub como el psiquiatra.

## Producción
Brooks comenzó a trabajar en el cine en 2005, deseando crear una película acerca de una atleta. Al entrevistar a numerosas mujeres por cientos de horas en su investigación para la película, también se interesó en los «dilemas de ejecutivos contemporáneos, que a veces son responsables por la ley de comportamiento corporativo, de la cual no pueden incluso ser conscientes». Creó los personajes de Paul Rudd y Jack Nicholson por este concepto. El rodaje terminó en noviembre de 2009, aunque Brooks más tarde rodó de nuevo la apertura y el final de la película. El papel de Nicholson fue pensado para Bill Murray.
El costo total de la producción de la película fue de 120 millones de dólares, con la cifra neta en unos 100 millones de dólares después de las desgravaciones fiscales de Pensilvania y el distrito de Columbia. Al combinar los sueldos para el director Brooks (unos 10 millones de dólares) y las cuatro grandes estrellas Witherspoon (15 millones de dólares), Nicholson (12 millones de dólares), Wilson (10 millones de dólares) y Rudd (3 millones de dólares) sumaron un total de casi 50 millones de dólares. La producción y postproducción «lenta y meticulosa» de Brooks también explica el tamaño del presupuesto.

## Recepción

### Crítica
La película recibió críticas mayoritariamente negativas. Rotten Tomatoes da a la película una puntuación del 30%, lo que la hace «podrida». El consenso del sitio es: «¿Cómo saber si es amor? cuenta con un cuarteto de simpáticos actores, y merecen algo mejor que este simplista e interminable yerro del escritor y director James L. Brooks».

### Taquilla
La película abrió muy mal en 7,6 millones de dólares en los Estados Unidos y Canadá, ubicándose en el octavo lugar en la taquilla en su primer fin de semana. La película cayó en el ranking en su tercer fin de semana. El día de su estreno, 17 de diciembre de 2010, debutó en el #5 detrás de Tron: el legado, El oso Yogi, El ganador y Las crónicas de Narnia: La travesía del Viajero del Alba. Para el 22 de diciembre, era #11 en la taquilla.
¿Cómo saber si es amor? recaudó un total de $48,668,907 en todo el mundo, no logrando recuperar su presupuesto de 120 millones de dólares. Como resultado, fue un enorme fracaso de taquilla.